# Llista de formats cinematogràfics
Aquesta llista de formats de pel·lícula cataloga formats desenvolupats per a rodar o veure imatges en moviment, començant pel format cronofotògraf de 1888, a formats de mitjans del segle XX com ho és el CinemaScope (de 1953), fins a formats més recents com el l'IMAX HD, de 1992. Per a ser inclòs en aquesta llista, els formats han d'haver estat utilitzats en el camp o per a proves de vídeo, i totes han d'utilitzar imatges fotoquímiques, les quals són formades o projectades en una base de pel·lícula, un substrat transparent que suporta l'emulsió fotosensitiva.
A més, els formats han d'haverestat utilitzats per fer més que uns quants marcs de prova. La càmera ha de ser prou ràpida (en fotogrames per segon) per crear una il·lusió de moviment compatible amb la persistència visual. El format ha de ser significativament únic respecte altres formats classificats en relació amb la seva captura d'imatge o projecció d'imatge. Les característiques del format han de ser clarament definibles en diversos paràmetres que figuren en la llista (p. ex., Calibre de pel·lícula, relació d'aspecte, etc.).

## Llegenda
- El format és el nom del procés; alguns formats poden tenir diversos noms en l'ús comú.
- El creador és la persona o empresa més directament atribuïble com el desenvolupador del sistema.
- L'any de creació normalment es refereix a la primera data que el sistema va ser utilitzat (és a dir projectat), però pot referir-se a quan va ser desenvolupat si no se sap quan va ser feta.
- Primera pel·lícula coneguda és la primera pel·lícula (sense incloure proves) que es va fer amb el format i expressament pe al seu llençament.
- El calibre del negatiu és el calibre de la pel·lícula (amplada) que va utilitzar el negatiu de la càmera original.
- Proporció d'aspecte del negatiu és la proporció d'imatge determinat per la proporció de les dimensions d'obertura multiplicades pel poder anamòrfic de les lents de la càmera (1x en el cas de les lents esfèriques).[1]
- Dimensions de l'obertura són l'amplada i alçada de la l'obertura de la càmera per on entra la llum, i per extensió del marc negatiu de la pel·lícula.
- Desplegable del negatiu descriu les perforacions del film per fotograma, la direcció del transport de la pel·lícula i la velocitat del fotograma estàndard. S'assumeix que el transport de pel·lícules és vertical, llevat que s'indiqui el contrari, i se suposa que la velocitat estàndard és de 24 fotogrames per segon, tret que la pel·lícula ho indiqui o no tingui cap estàndard. La pel·lícula muda no té velocitat estàndard; Molts formats aficionats tenen diverses velocitats comuns, però cap estàndard.
- Lents del negatiu indica si les lents esfèriques (normal) o anamòrfiques són utilitzades en el negatiu original, i si són anamòrfiques, quina energia anamòrfica és utilitzada.
- Calibre de projecció és el calibre de pel·lícula (amplada) utilitzat per la còpia de distribució.
- Relació d'aspecte de projecció és la relació d'imatge determinada per la proporció de les dimensions de projecció multiplicada per la potència anamòrfica de les lents de projecció (1x en el cas de les lents esfèriques). Això també es coneix com la relació d'aspecte teatral previst.
- Dimensions de projecció són l'amplada i alçada del l'apertura del plat del projector, i per extensió l'àrea de marc de la pel·lícula que és projectada. El plat d'apertura sempre retalla molt lleugerament el fotograma.
- Lents de projecció indiquen si s'utilitzen lents esfèriques (normals) o anamòrfiques al projector, i si es tracta de lents anamòrfiques, quina energia anamòrfica s'utilitza.

Els formats estan ordenats en ordre cronològic i per data de llançament en el cas de diversos formats en un any, si això pot determinar-se. Els formats no publicats s'enumeren a la part inferior en ordre alfabètic.

## Formats de pel·lícula
La taula no cobreix sistemes de pel·lícula 3-D o sistemes de pel·lícula en color, ni tampoc és adequat per emfatitzar les diferències entre aquests sistemes.
| Format                                          | Creador                                    | Any         | Primera pel·lícula coneguda                           | Calibre del negatiu                           | Proporció d'aspecte del negatiu      | Dimensions de l'obertura                                         | Desplegable del negatiu                                    | Lent del negatiu                                                                   | Calibre de projecció                                                   | Relació d'aspecte                           | Dimensions de projecció | Lents de projecció |
| ----------------------------------------------- | ------------------------------------------ | ----------- | ----------------------------------------------------- | --------------------------------------------- | ------------------------------------ | ---------------------------------------------------------------- | ---------------------------------------------------------- | ---------------------------------------------------------------------------------- | ---------------------------------------------------------------------- | ------------------------------------------- | --- | --- |
| Cronomatògraf                                   | Étienne-Jules Marey                        | 1888        | estudis d'anàlisi de moviments                        | 90mm                                          | 1.00                                 | 3.543" x 3.543"                                                  | no perforat                                                | esfèric                                                                            |                                                                        |                                             | | |
| Paperfilm                                       | Louis Le Prince                            | 1888        | Roundhay Garden Scene                                 | 54 mm or 63.5 mm                              | 1.00                                 |                                                                  | perforat                                                   | esfèric                                                                            | 54 mm or 63.5 mm                                                       | 1.00                                        | | esfèric |
| Cronofotogràfic                                 | Wm. Friese-Greene                          | 1889        |                                                       | 54 mm                                         |                                      |                                                                  | perforacions irregulars                                    | esfèric                                                                            |                                                                        |                                             | | |
| Quinetoscopi cilíndric                          | Wm. Dickson & T. Edison                    | 1889 o 1890 | Monkeyshines, No. 1                                   | banda laminada al voltant d'un cilindre       |                                      |                                                                  | no perforat                                                | esfèric                                                                            | banda laminada al voltant d'un cilindre                                |                                             | | esfèric |
| Quinetoscopi horizontal                         | Wm. Dickson & William Heise                | 1891        | Dickson Greeting                                      | 19 mm                                         |                                      |                                                                  | 1 perf, 1 cantó, horitzontal                               | esfèric                                                                            | 19 mm, horitzontal                                                     |                                             | | esfèric |
| Estàndard de pel·lícula muda                    | Wm. Dickson & T. Edison                    | 1892        | Blacksmith Scene                                      | 35 mm                                         | 1.33                                 | 0.980" x 0.735"                                                  | 4 perf, 2 sides                                            | esfèric                                                                            | 35 mm                                                                  | 1.33                                        | 0.931" x 0.698" | esfèric |
| Bioskop                                         | Max Skladanowsky                           | 1892        | footage of Emil Skladanowsky                          | 54 mm                                         |                                      |                                                                  | unperforated (camera); 4 perf, 2 sides (projection)        | esfèric                                                                            | 54 mm (two strips interleaved)                                         |                                             | | esfèric |
| Acres 70                                        | Birt Acres                                 | 1894        | The Henley Royal Regatta of 1894                      | 70 mm                                         | 1.38                                 | 2.750" x 2.000"                                                  |                                                            | esfèric                                                                            | 70 mm                                                                  |                                             | | spherical |
| Eidoloscope                                     | Woodville Latham                           | 1895        | Griffo-Barnett Prize Fight                            | 51 mm                                         | 1.85                                 | 1.457" x 0.787"                                                  | 4 perf, 2 costats                                          | esfèric                                                                            | 51 mm                                                                  | 1.85                                        | | spherical |
| Cinematògraf                                    | Germans Lumière                            | 1895        | La Sortie des Usines Lumiere                          | 35 mm                                         | 1.33                                 | 0.980" x 0.735"                                                  | 1 perf, 2 costats (arrodonits)                             | esfèric                                                                            | 35 mm                                                                  | 1.33                                        | | spherical |
| Biograph                                        | Herman Casler                              | 1895        | Sparring Contest at Canastota                         | 68 mm                                         | 1.35                                 | 2.625" x 1.938"                                                  | 1 perf, 2 sides (punched in-camera)                        | esfèric                                                                            | 68 mm                                                                  |                                             | | spherical |
| Joly-Normandin                                  | Henri Joly                                 | 1895        |                                                       | 60 mm                                         |                                      |                                                                  | 5 perf, 2 sides                                            | esfèric                                                                            | 60 mm                                                                  |                                             | | spherical |
| Biographe                                       | Demeny-Gaumont                             | 1896        |                                                       | 60 mm                                         | 1.40                                 | 1.750" x. 1.250"                                                 | no perforat                                                | esfèric                                                                            | 60 mm                                                                  | 1.40                                        | | spherical |
| Cronofotògraf                                   | Demeny-Gaumont                             | 1896        |                                                       | 60 mm                                         | 1.40                                 | 1.750" x. 1.250"                                                 | 4 perf, 2 sides                                            | esfèric                                                                            | 60 mm                                                                  | 1.40                                        | | spherical |
| Sivan-Dalphin                                   | Casimir Sivan and E. Dalphin               | 1896        |                                                       | 38 mm                                         |                                      |                                                                  | 2 perf, 2 sides                                            | esfèric                                                                            | 38 mm                                                                  |                                             | | spherical |
| Veriscopi                                       | Enoch Rector                               | 1897        | The Corbett-Fitzsimmons Fight                         | 63 mm                                         | 1.66                                 | 1.875" x 1.125"                                                  | 5 perf, 2 sides                                            | esfèric                                                                            | 63 mm                                                                  |                                             | | spherical |
| Viventoscopi                                    | Thomas Henry Blair                         | 1897        |                                                       | 48 mm                                         | 1.50                                 | 1.500" x 1.000"                                                  | 1 perf?                                                    | esfèric                                                                            | 48 mm                                                                  |                                             | | spherical |
| Birtac                                          | Birt Acres                                 | 1898        | unknown (amateur format)                              | 17.5 mm                                       |                                      |                                                                  | 2 perf, 1 side                                             | esfèric                                                                            | 17.5 mm                                                                |                                             | | spherical |
| Biokam                                          | T. C. Hepworth                             | 1899        | unknown (amateur format)                              | 17.5 mm                                       | 1.60                                 | 0.630" x 0.394"                                                  | 1 perf, center                                             | esfèric                                                                            | 17.5 mm                                                                |                                             | | spherical |
| Prestwich 13 mm                                 | John Alfred Prestwich                      | 1899        | unknown (amateur format)                              | 13 mm                                         |                                      |                                                                  |                                                            | esfèric                                                                            | 13 mm                                                                  |                                             | | spherical |
| Mirograph                                       | Reulos, Goudeau & Co                       | 1900        | unknown (amateur format)                              | 21 mm                                         |                                      |                                                                  | 1 notch, 2 sides                                           | esfèric                                                                            | 21 mm                                                                  |                                             | | spherical |
| Lumiere Wide                                    | Lumière Brothers                           | 1900        |                                                       | 75 mm                                         | 1.33                                 | 2.362" x 1.772"                                                  | 8 perf, 2 sides                                            | esfèric                                                                            | 75 mm                                                                  | 1.33                                        | | spherical |
| Cinéorama                                       | R. Grimoin-Sanson                          | 1900        | Cinéorama                                             | 70 mm x 10 cameras (360°)                     |                                      |                                                                  | 4 perf?                                                    | esfèric                                                                            | 70 mm x 10 projectors (360°)                                           |                                             | | spherical |
| La Petite (Hughes)                              | W.C. Hughes                                | 1900        | unknown (amateur format)                              | 17.5 mm                                       | 1.60                                 | 0.630" x 0.394"                                                  | 1 perf, center (smaller and less rectangular than Biokam)  | esfèric                                                                            | 17.5 mm                                                                |                                             | | spherical |
| Pocket Chrono                                   | Gaumont Demeny                             | 1900        | unknown (amateur format)                              | 15 mm                                         |                                      |                                                                  | 1 perf, center                                             | esfèric                                                                            | 15 mm                                                                  |                                             | | spherical |
| Vitak                                           | William Wardell                            | 1902        | unknown (amateur format)                              | no estàndard                                  | no estàndard                         | no estàndard                                                     | 1 perf, center                                             | esfèric                                                                            | 11 mm                                                                  |                                             | | spherical |
| Quinetoscopi de casa                            | Edison                                     | 1912        | unknown (amateur format)                              | no estàndard                                  | no estàndard                         | no estàndard                                                     | no estàndard                                               | esfèric                                                                            | 22 mm, 2 perf (on frameline between frame rows)                        | 1.5                                         | 0.236" x 0.157" (three frames across width) | spherical |
| Pathe Kok                                       | Pathé                                      | 1912        | unknown (amateur format)                              | 28 mm                                         | 1.36                                 | 0.748" x 0.551"                                                  | 3 perf on one side, 1 perf on the other                    | esfèric                                                                            | 28 mm                                                                  |                                             | | spherical |
| Duoscopi                                        | Alexander F. Victor                        | 1912        | unknown (amateur format)                              | 17.5 mm                                       |                                      |                                                                  | 2 perfs, center                                            | esfèric                                                                            | 17.5 mm                                                                |                                             | | spherical |
| Panoràmic                                       | Filoteo Alberini                           | 1914        | Il sacco di Roma                                      | 70 mm                                         | 2.52                                 |                                                                  | 5 perf, 2 sides                                            | esfèric                                                                            | 70 mm                                                                  |                                             | | spherical |
| Split Duplex                                    | Duplex Corporation                         | 1915        |                                                       | 35 mm                                         | 1.33                                 | 0.980" x 0.735"                                                  | 4 perf, 2 sides (shooting)                                 | esfèric                                                                            | 35 mm                                                                  | 1.87                                        | 0.735" x 0.394" | spherical (split image 90° rotated)                                                                                   |
| 11 mm                                           | (American)                                 | 1916        | unknown (amateur format)                              | 11 mm                                         |                                      |                                                                  | 1 perf, center                                             | esfèric                                                                            | 11 mm                                                                  |                                             | | spherical |
| Movette                                         | Movette Camera Company                     | 1917        | unknown (amateur format)                              | 17.5 mm                                       |                                      |                                                                  | 2 perfs, 2 sides (rounded)                                 | esfèric                                                                            | 17.5 mm                                                                |                                             | | spherical |
| 28 mm safety standard                           | Alexander F. Victor                        | 1918        | unknown (amateur format)                              | 28 mm                                         | 1.36                                 | 0.748" x 0.551"                                                  | 3 perf, 2 sides                                            | esfèric                                                                            | 28 mm                                                                  |                                             | | spherical |
| Clou                                            | (Austrian)                                 | 1920        | unknown (amateur format)                              | 17.5 mm                                       |                                      |                                                                  | 2 perf, 2 sides                                            | esfèric                                                                            | 17.5 mm                                                                |                                             | | spherical |
| 26 mm                                           | (French)                                   | 1920        | unknown (amateur format)                              | 26 mm                                         |                                      |                                                                  | 1 perf, 1 side                                             | esfèric                                                                            | 26 mm                                                                  |                                             | | spherical |
| 9.5 mm                                          | Pathé                                      | 1922        | unknown (amateur format)                              | 9.5 mm                                        | 1.31                                 | 0.335" x 0.256"                                                  | 1 perf, center                                             | esfèric                                                                            | 9.5 mm                                                                 | 1.31                                        | 0.315" x 0.242" | spherical |
| Phonofilm                                       | Lee De Forest                              | 1922        | Barking Dog and Flying Jenny Airplane                 | 35 mm                                         | 1.33                                 | 0.980" x 0.735"                                                  | 4 perf, 2 sides                                            | esfèric                                                                            | 35 mm                                                                  | 1.17                                        | 0.826" x 0.708" | spherical |
| Widescope                                       | John D. Elms & George W. Bingham           | 1922        |                                                       | 35 mm x 2 (both in same camera)               | 0.980" x 0.735"                      | 1.33 x 2 negatives                                               | 4 perf, 2 sides                                            | esfèric (una lent per tira)                                                        | 35 mm x 2 projectors                                                   | 2.66                                        | 0.931" x 0.698" | spherical |
| Cinebloc                                        | Ozaphan                                    | 1922        | unknown (amateur format)                              | 22 mm                                         |                                      |                                                                  | 2 perf, 2 sides                                            | esfèric                                                                            | 22 mm                                                                  |                                             | | spherical |
| Tri-Ergon soundfilm                             | Tri-Ergon                                  | 1922        |                                                       | 35 mm                                         | 1.33                                 | 0.980" x 0.735"                                                  | 4 perf, 2 sides                                            | esfèric                                                                            | 42 mm                                                                  | 1.33                                        | 0.931" x 0.698" | spherical |
| 16 mm                                           | Eastman Kodak                              | 1923        | unknown (amateur format)                              | 16 mm                                         | 1.37                                 | 0.404" x 0.295"                                                  | 1 perf, 1 or 2 sides                                       | esfèric                                                                            | 16 mm                                                                  | 1.37                                        | 0.378" x 0.276" | spherical |
| Duplex                                          | G.J. Bradley                               | 1923        | unknown (amateur format)                              | 11 mm                                         |                                      |                                                                  | 2 perf, 2 sides (rounded)                                  | esfèric                                                                            | 11.5 mm                                                                |                                             | | spherical |
| Alberini-Hill                                   | Corrado Cerqua                             | 1924        |                                                       | 35 mm                                         | 1.66                                 | 1.575" x 0.945" (curved)                                         | 10 perf, 2 sides, horizontal                               | esfèric, sobre un tambor giratori de 65°                                           | 35 mm                                                                  |                                             | | spherical |
| Cinelux                                         | Ozaphan                                    | 1924        | unknown (amateur format)                              | 24 mm                                         |                                      |                                                                  |                                                            | esfèric                                                                            | 24 mm                                                                  |                                             | | spherical |
| 48 mm                                           | J.H. Powrie                                | 1924        |                                                       | 48 mm                                         | 1.32                                 | 1.969" x 1.496"                                                  | horitzontal                                                | esfèric                                                                            | 35 mm                                                                  | 1.33                                        | 0.931" x 0.698" | spherical |
| Natural Vision                                  | George K. Spoor & P. John Berggren         | 1925        | Niagara Falls and Rollercoaster Ride                  | 63.5 mm                                       | 1.84                                 | 2.060" x 1.120"                                                  | 6 perf, 2 sides, 20 frame/s                                | esfèric                                                                            | 63.5 mm                                                                | 2.00                                        | | spherical |
| 13 mm                                           | (French)                                   | 1925        | unknown (amateur format)                              | 13 mm                                         |                                      |                                                                  | 4 perf, centre                                             | esfèric                                                                            | 13 mm                                                                  |                                             | | spherical |
| 18 mm                                           | (Russian)                                  | 1925        | unknown (amateur format)                              | 18 mm                                         |                                      |                                                                  | 1 perf, 2 costats                                          | esfèric                                                                            | 18 mm                                                                  |                                             | | spherical |
| Pathe Rural                                     | Pathé                                      | 1926        | unknown (amateur format)                              | 17.5 mm                                       | 1.35 (silent); 1.30 (sound)          | 0.516" x 0.382" (silent); 0.445" x 0.343" (sound)                | 1 perf, 2 sides                                            | esfèric                                                                            | 17.5 mm                                                                | 1.33 (silent); 1.26 (sound)                 | 0.472" x 0.354" (silent); 0.445" x 0.343" (sound) | spherical |
| Widevision                                      | John D. Elms & George W. Bingham           | 1926        | Natural Vision Pictures                               | 57 mm                                         |                                      |                                                                  | 5 perf, 2 sides                                            | esfèric                                                                            | 57 mm                                                                  |                                             | | spherical |
| Magnascope                                      | Lorenzo del Riccio                         | 1926        | Old Ironsides                                         | 35 mm                                         | 1.33                                 | 0.980" x 0.735"                                                  | 4 perf, 2 sides                                            | esfèric                                                                            | 35 mm                                                                  | 1.33                                        | 0.931" x 0.698" | spherical (selected scenes projected using a wider lens for larger picture)                                           |
| Fox Movietone                                   | F. H. Owens, T. Case, Tri-Ergon            | 1927        | Sunrise                                               | 35 mm                                         | 1.33                                 | 0.980" x 0.735"                                                  | 4 perf, 2 sides                                            | esfèric                                                                            | 35 mm                                                                  | 1.17                                        | 0.826" x 0.708" | spherical |
| Polyvision                                      | Abel Gance                                 | 1927        | Napoléon                                              | 35 mm x 3 cameras                             | 1.33 x 3 negatives                   | 0.980" x 0.735"                                                  | 4 perf, 2 sides                                            | esfèric                                                                            | 35 mm x 3 projectors                                                   | 4.00                                        | 0.931" x 0.698" | spherical |
| Hypergonar                                      | Henri Chrétien                             | 1927        | Pour construire un feu                                | 35 mm                                         | 2.66                                 | 0.980" x 0.735"                                                  | 4 perf, 2 sides                                            | 2x anamòrfic                                                                       | 35 mm                                                                  | 2.66                                        | 0.931" x 0.698" | 2x anamorphic |
| Magnafilm                                       | Lorenzo del Riccio                         | 1929        | You're in the Army Now                                | 56 mm                                         | 2.19                                 | 1.620" x 0.740"                                                  | 4 perf, 2 sides                                            | esfèric                                                                            | 56 mm                                                                  | 2.00                                        | | spherical |
| Fox Grandeur                                    | Fox Film Corporation                       | 1929        | Fox Grandeur News and Fox Movietone Follies of 1929   | 70 mm                                         | 2.07                                 | 1.890" x 0.913"                                                  | 4 perf, 2 sides, 20 frame/s (before 1930)                  | esfèric                                                                            | 70 mm                                                                  | 2.00                                        | 1.768" x 0.885" | spherical |
| Fearless Super Pictures                         | Ralph G. Fear                              | 1929        |                                                       | 35 mm                                         | 2.27                                 | 1.813" x 0.800"                                                  | 10 perfs, 2 sides, horizontal                              | esfèric                                                                            | 35 mm, horizontal                                                      |                                             | | spherical |
| Fearless Super-Film / Magnifilm / Fox Vitascope | Ralph G. Fear                              | 1930        | Kismet                                                | 65 mm                                         | 2.00                                 | 1.811" x 0.906"                                                  | 5 perf, 2 sides                                            | esfèric                                                                            | 65 mm                                                                  | 2.05                                        | 1.772" x 0.866" | spherical |
| Realife                                         | MGM                                        | 1930        | Billy the Kid                                         | 70 mm                                         | 2.07                                 | 1.890" x 0.913"                                                  | 4 perf, 2 sides                                            | esfèric                                                                            | 35 mm                                                                  | 1.75                                        | 0.904" x 0.517" | spherical |
| 50 mm                                           | Fox Film Corporation & SMPE                | 1930        |                                                       | 50 mm                                         | 1.80                                 | 1.325" x 0.735"                                                  |                                                            | esfèric                                                                            | 50 mm                                                                  | 1.80                                        | 1.305" x 0.725" | spherical |
| so de 17 mm                                     | (French)                                   | 1930        | unknown (amateur format)                              | 17 mm                                         |                                      |                                                                  | 1 perf, 1 side                                             | esfèric                                                                            | 17 mm                                                                  |                                             | | spherical |
| Giant Expanding Pictures                        | George Palmer                              | 1930        |                                                       | 35 mm                                         | 1.33                                 | 0.980" x 0.735"                                                  | 4 perf, 2 sides                                            | esfèric                                                                            | 35 mm                                                                  | 1.17                                        | 0.826" x 0.708" | spherical (with a special projection zoom lens zooming wider and opening masking for key sequences)                   |
| Kodel Kemco Homovie                             | Clarence Ogden                             | 1931        | unknown (amateur format)                              | 16 mm                                         |                                      | 4 sequential images per frame                                    | 1 perf, 2 sides                                            | esfèric                                                                            | 16 mm                                                                  |                                             | | spherical |
| Format de l'Acadèmia                            | AMPAS                                      | 1932        |                                                       | 35 mm                                         | 1.375 (commonly abbreviated to 1.37) | 0.868″ × 0.631″                                                  | 4 perf, 2 sides                                            | esfèric                                                                            | 35 mm                                                                  | 1.37                                        | 0.825″ × 0.600″ | spherical |
| 8 mm                                            | Eastman Kodak                              | 1932        | unknown (amateur format)                              | 16 mm                                         | 1.32                                 | 0.192" x 0.145"                                                  | 1 perf, 1 side (using 16 mm film with twice as many perfs) | esfèric                                                                            | 8 mm                                                                   | 1.33                                        | 0.172" x 0.129" | spherical |
| Straight 8                                      | Bell & Howell                              | 1935        | unknown (amateur format)                              | 8 mm                                          | 1.32                                 | 0.192" x 0.145"                                                  | 1 perf, 1 side                                             | esfèric                                                                            | 8 mm                                                                   | 1.33                                        | 0.172" x 0.129" | spherical |
| Vitarama                                        | Fred Waller                                | 1939        |                                                       | 16 mm x 11 cameras                            | 1.37 x 11 negatives                  | 0.404" x 0.295"                                                  | 1 perf, 2 sides                                            | esfèric                                                                            | 16 mm x 11 projectors                                                  | hemispherical view                          | 0.378" x 0.276" | spherical |
| Waller Flexible Gunnery Trainer                 | Fred Waller                                | 1943        | US Air Force interactive training exercise            | 35 mm x 5 cameras                             | 1.37 x 5 negatives                   | 0.866" x 0.630"                                                  | 4 perf, 2 sides                                            | esfèric                                                                            | 35 mm x 5 projectors                                                   | hemispherical view                          | 0.825" x 0.602" | spherical |
| Cinerama                                        | Fred Waller                                | 1952        | This is Cinerama                                      | 35 mm x 3 cameras                             | 2.59 (3 x negatives)                 | 0.996" x 1.116"                                                  | 6 perf, 2 sides at 26 frame/s                              | esfèric                                                                            | 35 mm x 3 projectors, with 6 perf pulldown                             | 2.59, with 146° curved screen               | 0.985" x 1.088" | spherical |
| Matted 1.66                                     | Paramount                                  | 1953        | Shane                                                 | 35 mm                                         | 1.37                                 | 0.866" x 0.630"                                                  | 4 perf, 2 sides                                            | esfèric                                                                            | 35 mm                                                                  | 1.66                                        | 0.825" x 0.497" | spherical |
| Matted 1.85                                     | Universal                                  | 1953        | Thunder Bay                                           | 35 mm                                         | 1.37                                 | 0.866" x 0.630"                                                  | 4 perf, 2 sides                                            | esfèric                                                                            | 35 mm                                                                  | 1.85                                        | 0.825" x 0.446" | spherical |
| Matted 1.75                                     | MGM                                        | 1953        | Arena                                                 | 35 mm                                         | 1.37                                 | 0.866" x 0.630"                                                  | 4 perf, 2 sides                                            | esfèric                                                                            | 35 mm                                                                  | 1.75                                        | 0.825" x 0.471" | spherical |
| Cinemascope                                     | 20th Century Fox                           | 1953        | The Robe                                              | 35 mm                                         | 2.55 (1953–57); 2.35 (1957–67)       | 0.937" x 0.735" (1953–57); 0.868" x 0.735" (1957–67)             | 4 perf, 2 sides                                            | 2x anamorphic                                                                      | 35 mm                                                                  | 2.55 (1953–57); 2.35 (1957–67)              | 0.912" x 0.715" (1953–57); 0.839" x 0.715" (1957–67) | 2x anamorphic |
| Arnoldscope                                     | John Arnold                                | 1953        |                                                       | 35 mm                                         |                                      |                                                                  | 10 perf, 2 sides, horizontal                               | esfèric                                                                            |                                                                        |                                             | | |
| VistaVision                                     | Paramount                                  | 1954        | White Christmas                                       | 35 mm                                         | 1.51                                 | 1.495" x 0.991"                                                  | 8 perf, 2 sides, horizontal                                | esfèric                                                                            | 35 mm, 4 perf, vertical                                                | 1.85                                        | 0.825" x 0.446" | spherical |
| VistaVision Large Area                          | Paramount                                  | 1954        | White Christmas                                       | 35 mm                                         | 1.51                                 | 1.495" x 0.991"                                                  | 8 perf, 2 sides, horizontal                                | esfèric                                                                            | 35 mm, 8 perf, horizontal                                              | 1.96                                        | 1.418" x 0.723" | spherical |
| Superscope                                      | Tushinsky Brothers                         | 1954        | Vera Cruz                                             | 35 mm                                         | 1.33                                 | 0.980" x 0.735"                                                  | 4 perf, 2 sides                                            | esfèric                                                                            | 35 mm                                                                  | 2.00                                        | 0.715" x 0.715" | 2x anamorphic |
| Circarama                                       | Disney                                     | 1955        | A Tour of the West                                    | 16 mm x 11 cameras                            | 1.37 x 11 negatives                  | 0.404" x 0.295"                                                  | 1 perf, 2 sides                                            | esfèric                                                                            | 16 mm x 11 projectors                                                  | 360°                                        | 0.378" x 0.276" | spherical |
| Todd-AO                                         | Michael Todd                               | 1955        | Oklahoma                                              | 65 mm                                         | 2.29                                 | 2.072" x 0.906"                                                  | 5 perfs, 2 sides, at 30 frame/s                            | esfèric                                                                            | 70 mm                                                                  | 2.21, with 120° curved screen               | 1.912" x 0.870" | spherical |
| CinemaScope 55                                  | 20th Century Fox                           | 1955        | Carousel                                              | 55 mm                                         | 2.55                                 | 1.824" x 1.430"                                                  | 8 perfs, 2 sides                                           | 2x anamorphic                                                                      | 35 mm                                                                  | 2.55                                        | 0.912" x 0.715" | 2x anamorphic |
| 9.5 Duplex                                      | Pathé Fréres                               | 1955        | ?                                                     | 9.5 mm                                        | 1.51                                 | 4.1 mm x 6.2 mm                                                  | 2 central perforations in a 9.5mm film                     | esfèric                                                                            | 4.75 mm                                                                |                                             | | spherical, rotated 90°                                                                                                |
| 8 mm Panoramic                                  | Dimaphot, Paris                            | 1955        | ?                                                     | 16 mm                                         | 1.5                                  | 5 mm x 7.5 mm                                                    | 1 perf, 2 sides                                            | esfèric                                                                            | 8 mm                                                                   |                                             | | spherical, rotated 90°                                                                                                |
| Emel Panoscope                                  | Emel, Paris                                | 1955        | ?                                                     | 16 mm                                         | 2.7                                  | 3.5 mm x 9.6 mm                                                  | 2 perf, 2 sides                                            | esfèric                                                                            | 16 mm                                                                  |                                             | | spherical |
| Technirama                                      | Technicolor                                | 1956        | The Monte Carlo Story                                 | 35 mm                                         | 2.26                                 | 1.496" x 0.992"                                                  | 8 perf, 2 sides, horizontally                              | 1.5x anamorphic                                                                    | 35 mm, 4 perf vertical                                                 | 2.35                                        | 0.839" x 0.715" | 2x anamorphic |
| Technirama Large Area                           | Technicolor                                | 1956        | The Monte Carlo Story                                 | 35 mm                                         | 2.26                                 | 1.496" x 0.992"                                                  | 8 perf, 2 sides, horizontally                              | 1.5x anamorphic                                                                    | 35 mm, 8 perf horizontal                                               | 2.42                                        | 1.421" x 0.881" | 1.5x anamorphic |
| Fotograma dinàmic                               | Glenn Alvey                                | 1956        | The Door in the Wall                                  | 35 mm                                         | 1.3, 1.6, and 2.5                    | variable aperture plates                                         | 8 perf, 2 sides, horizontally                              | esfèric                                                                            | 35 mm, 4 perf, vertical                                                | 1.3, 1.5, and 2.5                           | | spherical |
| Superscope 235                                  | Superscope Inc.                            | 1956        | Run for the Sun                                       | 35 mm                                         | 1.33                                 | 0.980" x 0.735"                                                  | 4 perf, 2 sides                                            | esfèric                                                                            | 35 mm                                                                  | 2.35                                        | 0.839" x 0.715" | 2x anamorphic |
| Thrillarama                                     | Albert H. Reynolds                         | 1956        | Thrillarama Adventure                                 | 35 mm x 2 cameras                             | 1.78 x 2 negatives                   |                                                                  | 3 perf, 2 sides?                                           | esfèric                                                                            | 35 mm x 2 projectors                                                   | 3.55, with a curved screen                  | | spherical |
| Magirama                                        | Abel Gance                                 | 1956        | Magirama                                              | 35 mm x 3 cameras (sides bounced off mirrors) | 1.33 x 3 negatives                   | 0.980" x 0.735"                                                  | 4 perf, 2 sides                                            | esfèric                                                                            | 35 mm x 3 projectors (sides bounced off mirrors)                       | 4.00                                        | 0.931" x 0.698" | spherical |
| MGM Camera 65                                   | Panavision                                 | 1957        | Raintree County                                       | 65 mm                                         | 2.76                                 | 2.072" x 0.906"                                                  | 5 perf, 2 sides                                            | 1.25x anamorphic                                                                   | 70 mm                                                                  | 2.76                                        | 1.912" x 0.870" | 1.25x anamorphic |
| Ultra Panavision                                | Panavision                                 | 1962        | Mutiny on the Bounty                                  | 65 mm                                         | 2.76                                 | 2.072" x 0.906"                                                  | 5 perf, 2 sides                                            | 1.25x anamorphic                                                                   | 70 mm                                                                  | 2.76                                        | 1.912" x 0.870" | 1.25x anamorphic |
| Cinestage                                       | Mike Todd                                  | 1957        | Around the World in 80 Days                           | 65 mm                                         | 2.29                                 | 2.072" x 0.906"                                                  | 5 perfs, 2 sides                                           | esfèric                                                                            | 35 mm (1 mm shaved off for UK prints)                                  | 2.12                                        | 0.912" x 0.675" | 1.567x anamorphic |
| Rank VistaVision                                | J. Arthur Rank Organization                | 1957        |                                                       | 35 mm                                         | 1.51                                 | 1.495" x 0.991"                                                  | 8 perf, 2 sides, horizontally                              | esfèric                                                                            | 35 mm, 4 perf, vertical                                                | 1.82                                        | 0.825" x 0.602" | 1.33x anamorphic |
| Modern anamòrfic                                | Panavision                                 | 1958        | The Female Animal                                     | 35 mm                                         | 2.37                                 | 0.866" x 0.732"                                                  | 4 perf, 2 sides                                            | 2x anamorphic                                                                      | 35 mm                                                                  | 2.35 (1957–70); 2.39 (1970–present)         | 0.839" x 0.715" (1957–70); 0.838" x 0.7" (1970–93); 0.825" x 0.690" (1993–present) | 2x anamorphic |
| Kinopanorama                                    | NIKFI                                      | 1958        | Great Is My Country                                   | 35 mm x 3 cameras                             | 0.91 x 3 negatives                   | 1.014" x 1.116"                                                  | 6 perf, 2 sides, at 25 frame/s                             | esfèric                                                                            | 35 mm x 3 projectors                                                   | 2.72                                        | 0.985" x 1.088" | spherical |
| 70 mm                                           | American Optical Company                   | 1958        | South Pacific                                         | 65 mm                                         | 2.28                                 | 2.066" x 0.906"                                                  | 5 perfs, 2 sides                                           | esfèric                                                                            | 70 mm                                                                  | 2.21                                        | 1.912" x 0.87" | spherical |
| Cinemiracle                                     | National Theatres                          | 1958        | Windjammer                                            | 35 mm x 3 cameras (sides bounced off mirrors) | 0.89 x 3 negatives                   | 0.996" x 1.116"                                                  | 6 perf, 2 sides at 26 frame/s                              | esfèric                                                                            | 35 mm x 3 projectors (sides bounced off mirrors), with 6 perf pulldown | 2.59, with 120° curved screen               | 0.985" x 1.088" | spherical |
| Super Technirama                                | Technicolor                                | 1959        | Sleeping Beauty                                       | 35 mm                                         | 2.26                                 | 1.496" x 0.992"                                                  | 8 perf, 2 sides, horizontally                              | 1.5x anamorphic                                                                    | 70 mm                                                                  | 2.21                                        | 1.912" x 0.816" | spherical |
| Smith-Carney System                             | Rowe E. Carney Jr. and Tom F. Smith        | 1959        | Missouri travelogue                                   | 35 mm                                         | 4.69                                 | 0.839" x 0.370" (bottom half) and 0.449" x 0.370" (top quarters) | 4 perf, 2 sides                                            | spherical x 3                                                                      | 35 mm                                                                  | 4.69                                        | three sub-frames projected to one 180° image | spherical x 3 |
| Circular Kinopanorama / Circlorama              | E. Goldovsky                               | 1959        | The Path of Spring                                    | 35 mm x 11 cameras                            | 1.37 x 11 negatives                  | 0.866" x 0.630"                                                  | 4 perf, 2 sides                                            | esfèric                                                                            | 35 mm x 11 projectors                                                  | 360°                                        | 0.825" x 0.602" | spherical |
| Varioscope                                      | Jan Jacobsen                               | 1959        | Flying Clipper                                        | 65 mm                                         | 2.28                                 | 2.066" x 0.906"                                                  | 5 perfs, 2 sides                                           | esfèric                                                                            | 70 mm                                                                  | variable framing run through control signal | 1.912" x 0.87" | spherical |
| Quadravision                                    | Ford Motor Company                         | 1959        | Design for Suburban Living showtent                   | ? mm x 4 cameras                              | ? x 4 negatives                      |                                                                  |                                                            | esfèric                                                                            | ? mm x 4 projectors                                                    | ? (4 images in 2x2 configuration)           | | spherical |
| Techniscope                                     | Technicolor                                | 1960        | The Pharaoh's Woman                                   | 35 mm                                         | 2.33                                 | 0.868" x 0.373"                                                  | 2 perf, 2 sides                                            | esfèric                                                                            | 35 mm                                                                  | 2.39                                        | 0.838" x 0.7" | 2x anamorphic |
| Wonderama (Arc 120)                             | Leon W. Wells                              | 1960        | Honeymoon                                             | no standard                                   | no standard                          | no standard                                                      | no standard                                                | no standard                                                                        | 35 mm                                                                  | 2.50 with a 120° curved screen              | 0.931" x 0.698", with two half-images turned 90° and placed side-by-side | spherical x 2 |
| Cine System 3                                   | Eric Berndt                                | 1960        | USAF and NASA usage                                   | 3 mm                                          |                                      |                                                                  | 1 perf, centered                                           | esfèric                                                                            |                                                                        |                                             | | |
| Grandeur 70                                     | 20th Century Fox                           | 1961        | The King and I (re-release)                           | 55 mm                                         | 2.55                                 | 1.824" x 1.430"                                                  | 8 perfs, 2 sides                                           | 2x anamorphic                                                                      | 70 mm                                                                  | 2.21                                        | 1.912" x 0.87" | spherical |
| Cinerama 360                                    | Cinerama Corporation                       | 1962        | Journey to the Stars                                  | 65 mm                                         | 1.00 (circle)                        | 2.25" diameter circular image                                    | 10 perf, 2 sides                                           | fisheye                                                                            | 70 mm                                                                  | 1.00 (circle)                               | 2.25" diameter circular image | spherical |
| Super 8                                         | Eastman Kodak                              | 1965        | unknown (amateur format)                              | 8 mm                                          | 1.48                                 | 0.245" x 0.166"                                                  | 1 perf, 1 side                                             | esfèric                                                                            | 8 mm                                                                   | 1.36                                        | 0.215" x 0.158" | spherical |
| Real Sound                                      | Kenner                                     | 1965        |                                                       | no standard                                   | no standard                          | no standard                                                      | 1 perf, 1 side                                             | esfèric                                                                            | 11.5 mm                                                                | 1.33                                        | 0.172" x 0.129" | spherical |
| Double Super 8                                  | Eastman Kodak                              | 1965        | unknown (amateur format)                              | 16 mm                                         | 1.48                                 | 0.245" x 0.166"                                                  | 1 perf, 1 side (using 16 mm film with twice as many perfs) | esfèric                                                                            | 8 mm                                                                   | 1.36                                        | 0.215" x 0.158" | spherical |
| Single-8                                        | Fujifilm                                   | 1966        | unknown (amateur format)                              | 8 mm                                          | 1.36                                 | 0.224" x 0.164"                                                  | 1 perf, 1 side                                             | esfèric                                                                            | 8 mm                                                                   | 1.35                                        | 0.213" x 0.157" | spherical |
| Dimension 150                                   | American Optical Company                   | 1966        | The Bible: In the Beginning                           | 65 mm                                         | 2.28                                 | 2.066" x 0.906"                                                  | 5 perfs, 2 sides                                           | esfèric                                                                            | 70 mm                                                                  | 2.21, with 150° curved screen               | 1.912" x 0.87", optically curved to compensate for the screen | spherical |
| Circle Vision 360                               | Disney                                     | 1967        | America the Beautiful                                 | 35 mm x 9 cameras                             | 1.37 x 9 negatives                   | 0.866" x 0.630"                                                  | 4 perf, 2 sides                                            | esfèric                                                                            | 35 mm x 9 projectors                                                   | 360°                                        | 0.825" x 0.602" | spherical |
| 8.75 mm                                         | Shanghai Film Projection Equipment Factory | 1968        | unknown (amateur format)                              |                                               |                                      |                                                                  | 1 perf                                                     | esfèric                                                                            | 8.75 mm                                                                |                                             | | spherical |
| Astrovision                                     | Goto Optical                               | 1969        |                                                       | 65 mm                                         |                                      |                                                                  | 10 perf, 2 sides                                           | spherical or fish-eye                                                              | 70 mm                                                                  |                                             | | fish-eye (dome projection)                                                                                            |
| IMAX                                            | IMAX Corporation                           | 1970        | Tiger Child                                           | 70 mm                                         | 1.34                                 | 2.772" x 2.072"                                                  | 15 perf, 2 sides, horizontally                             | esfèric                                                                            | 70 mm, horizontal                                                      | 1.31                                        | 2.692" x 2.056" | spherical |
| Super 16 mm film                                | Rune Ericson                               | 1970        | Blushing Charlie                                      | 16 mm                                         | 1.66                                 | 0.493" x 0.292"                                                  | 1 perf, 1 side                                             | esfèric                                                                            | no standard, but often blown up to 35 mm                               | no standard                                 | 0.463" x 0.279" (full frame); 0.463" x 0.251" (framed for 1.85) | spherical |
| Pik-a-Movie                                     | Leon W. Wells                              | 1972        |                                                       | no standard                                   | no standard                          | no standard                                                      | no standard                                                | no estàndard                                                                       | 70 mm, horizontal, 1 perf, 2 sides                                     | 1.48                                        | 0.245" x 0.166", 12 rows high, underneath 12 rows of optical sound | spherical |
| OMNIMAX                                         | IMAX Corporation                           | 1973        | Garden Isle                                           | 70 mm                                         | 1.34                                 | 2.772" x 2.072"                                                  | 15 perf, 2 sides, horizontally                             | special fish-eye lenses optically centered 0.37" above film horizontal center line | 70 mm, horizontal                                                      | 1.31                                        | 2.692" x 2.056" | spherical, projected elliptically on a dome screen, 20 degrees below and 110 degrees above perfectly centered viewers |
| 8/70 (Dynavision, Iwerks 870)                   | Dynavision                                 | 1973?       |                                                       | 65 mm                                         | 1.37                                 | 2.031" x 1.484"                                                  | 8 perf, 2 sides, 24 or 30 frame/s                          | esfèric                                                                            | 70 mm                                                                  | 1.34                                        | 1.913" x 1.431" | spherical |
| Showscan                                        | Douglas Trumbull                           | 1978        | Night of Dreams                                       | 65 mm                                         | 2.28                                 | 2.066" x 0.906"                                                  | 5 perfs, 2 sides, at 60 frame/s                            | esfèric                                                                            | 70 mm, at 60 frame/s                                                   | 2.21                                        | 1.912" x 0.87" | spherical |
| Polyvision                                      | Polaroid Corporation                       | 1978        | unknown (amateur format)                              | 8 mm                                          | 1.48                                 | 0.245" x 0.166"                                                  | 1 perf, 1 side                                             | esfèric                                                                            | 8 mm                                                                   | 1.36                                        | 0.215" x 0.158" | spherical |
| Cinema 180                                      | Omni Films                                 | 1979        | Crazy Wheels                                          | 65 mm                                         | 2.28                                 | 2.066" x 0.906"                                                  | 5 perfs, 2 sides, 30 frame/s                               | fisheye                                                                            | 70 mm                                                                  | 180°, on a dome                             | 1.912" x 0.87" | fisheye |
| Super 35                                        | Joe Dunton                                 | 1982        | Dance Craze                                           | 35 mm                                         | 1.33                                 | 0.980" x 0.735"                                                  | 4 perf, 2 sides                                            | esfèric                                                                            | 35 mm                                                                  | no standard                                 | no standard | no standard |
| Circle Vision 200                               | Disney                                     | 1982        | Impressions de France                                 | 35 mm x 5 cameras                             | 1.37 x 5 negatives                   | 0.866" x 0.630"                                                  | 4 perf, 2 sides                                            | esfèric                                                                            | 35 mm x 5 projectors                                                   | 6.85, on a 200° screen                      | 0.825" x 0.602" | spherical |
| Swissorama 360 / Imagine 360                    | Ernst A. Heiniger                          | 1984        | Impressions of Switzerland                            | 65 mm                                         | 360°                                 | 1.91" (outer edge), 1.20" (inner edge)                           | 10 perf, 2 sides                                           | 360° x 35° extreme fisheye                                                         | 70 mm                                                                  | 360°                                        | | 360° x 35° extreme fisheye                                                                                            |
| Super Duper 8 / Max 8 / Super 8B                | Mitch Perkins & Greg Miller                | mid- 1980s  | Sleep Always (2002)                                   | 8 mm                                          | 1.51                                 | 0.250" x 0.166"                                                  | 1 perf, 1 side                                             | esfèric                                                                            | 8 mm                                                                   | no standard                                 | no standard | spherical |
| 3-perf                                          | Rune Ericson                               | 1987        | Pirates of the Lake                                   | 35 mm                                         | 1.79                                 | 0.980" x 0.546"                                                  | 3 perf, 2 sides                                            | esfèric                                                                            | 35 mm                                                                  | no standard                                 | no standard | no standard |
| Super VistaVision                               | Paramount                                  | 1989        | Els Deu Manaments (The Ten Commandments) (re-release) | 35 mm                                         | 1.51                                 | 1.495" x 0.991"                                                  | 8 perf, 2 sides, horizontal                                | esfèric                                                                            | 70 mm                                                                  | 2.21                                        | 1.912" x 0.87" | spherical |
| Kinoton HDFS                                    | Kinoton                                    | 1990        |                                                       | no standard                                   | no standard                          | no standard                                                      | no standard                                                | no standard                                                                        | 35 mm                                                                  | 2.00                                        | 0.931" x 0.698" | 1.5x anamorphic |
| IMAX Magic Carpet                               | IMAX Corporation                           | 1990        | Flowers in the Sky                                    | 70 mm x 2 cameras                             | 1.34                                 | 2.772" x 2.072"                                                  | 15 perf, 2 sides, horizontally                             | esfèric                                                                            | 70 mm, horizontal x 2 projectors                                       | 1.31 x 2 screens (one in front, one below)  | 2.692" x 2.056" | spherical |
| Iwerksphere                                     | Iwerks                                     | 1991        |                                                       | 65 mm                                         | 1.37                                 | 2.031" x 1.484"                                                  | 8 perf, 2 sides, 24 or 30 frame/s                          | fisheye                                                                            | 70 mm                                                                  | 1.34                                        | 1.913" x 1.431" | fisheye |
| IMAX HD                                         | IMAX Corporation                           | 1992        | Asteroid Adventure                                    | 70 mm                                         | 1.34                                 | 2.772" x 2.072"                                                  | 15 perf, 2 sides, horizontally, 48 frame/s                 | esfèric                                                                            | 70 mm, horizontal                                                      | 1.31                                        | 2.692" x 2.056" | spherical |
| Hexiplex                                        | (Australian)                               | 1992        | Expo '92 demo                                         | 35 mm x 6 cameras                             | 1.37 x 6 negatives                   | 0.866" x 0.630"                                                  | 4 perf, 2 sides                                            | esfèric                                                                            | 35 mm x 6 projectors                                                   | 360°, with rotating screens and projectors  | 0.825" x 0.602" | spherical |
| Ultra Toruscope                                 | Mac McCarney                               | 1992        |                                                       | 35 mm x 3 cameras                             | 1.37 x 3 negatives                   | 0.866" x 0.630"                                                  | 4 perf, 2 sides, at 30 frame/s                             | esfèric                                                                            | 70 mm x 3 projectors, at 30 frame/s                                    | 360°                                        | 1.912" x 0.87" | spherical |
| Imagination FX 7012                             | Geo-Odyssey                                | 1992?       |                                                       | 35 mm                                         | 2.08                                 | 2.040" x 0.980"                                                  | 12 perf, 2 sides, horizontal                               | esfèric                                                                            | 70 mm                                                                  | 2.21                                        | 1.912" x 0.87" | spherical |
| Univisium                                       | Vittorio Storaro                           | 1998        | Tango                                                 | 35 mm                                         | 2.00                                 | 0.945" x 0.472"                                                  | 3 perf, 2 sides at 25 frame/s                              | esfèric                                                                            | 35 mm                                                                  | 2.00                                        | | spherical |
| Maxivision                                      | Dean Goodhill                              | 1999        |                                                       | 35 mm                                         | 1.79                                 | 0.980" x 0.546"                                                  | 3 perf, 2 sides                                            | esfèric                                                                            | 35 mm, 3 perf                                                          | 1.85                                        | | spherical |
| Maxivision 48                                   | Dean Goodhill                              | 1999        |                                                       | 35 mm                                         | 1.79                                 | 0.980" x 0.546"                                                  | 3 perf, 2 sides, 48 frame/s                                | esfèric                                                                            | 35 mm, 3 perf, 48 frame/s                                              | 1.85                                        | | spherical |
| Super Dimension 70                              | Robert Weisgerber                          | 1999        |                                                       | 65 mm                                         | 2.28                                 | 2.066" x 0.906"                                                  | 5 perfs, 2 sides, at 48 frame/s                            | esfèric                                                                            | 70 mm, at 48 frame/s                                                   | 2.21                                        | 1.912" x 0.87" | spherical |
| FuturVision 360                                 |                                            |             |                                                       | 65 mm                                         | 1.52                                 | 2.066" x 0.906"                                                  | 5 perfs, 2 sides, 30 frame/s                               | 1.5x vertical anamorphic                                                           | 70 mm                                                                  | 1.47                                        | 1.912" x 0.87" | 1.5x vertical anamorphic                                                                                              |
| Mini-Max                                        | Vistascope                                 |             |                                                       | 35 mm                                         | 2.66                                 |                                                                  | 2 perf, 2 sides, 30 frame/s                                | esfèric                                                                            | 35 mm                                                                  | 2.66                                        | | spherical |
| MotionMaster                                    | Omni Films                                 |             |                                                       | 65 mm                                         | 2.28                                 | 2.066" x 0.906"                                                  | 5 perfs, 2 sides, 30 frame/s                               | esfèric                                                                            | 70 mm                                                                  | 2.21, on a curved screen                    | 1.912" x 0.87" | spherical |
| Row-film                                        | R. Thun                                    |             |                                                       | 35 mm                                         |                                      | 20 rows of images wide                                           |                                                            | esfèric                                                                            |                                                                        |                                             | | spherical |
| Septorama                                       |                                            |             |                                                       | ? mm x 7 cameras                              | 1.33 x 7 negatives                   |                                                                  |                                                            | esfèric                                                                            | ? mm x 7 projectors                                                    | hemispherical view                          | | spherical |
| Single Cinerama                                 | Fred Waller                                |             |                                                       | 35 mm                                         |                                      | curved gate                                                      | 16 perf, 2 sides, horizontal                               | esfèric                                                                            | 35 mm, horizontal                                                      | curved screen                               | | spherical |
| Soviet 10                                       |                                            |             |                                                       | 65 mm                                         |                                      |                                                                  | 1 perf, 2 costats                                          | 2x anamorphic                                                                      | 70 mm                                                                  | 2.09                                        | 1.890" x 1.811" | 2x anamorphic |
| Vario-35                                        |                                            |             |                                                       | 35 mm                                         |                                      |                                                                  |                                                            | esfèric                                                                            | 35 mm                                                                  | variable framing run through control signal | 0.835" x 0.713" (full); 0.835" x 0.453" (1.84); 0.709" x 0.524" (1.35); 0.614" x 0.614" (1.00); 0.535" x 0.713" (0.75)                                                                         | spherical |
| Vario-35A                                       |                                            |             |                                                       | 35 mm                                         |                                      |                                                                  |                                                            |                                                                                    | 35 mm                                                                  | variable framing run through control signal | 0.835" x 0.713" | variable anamorphic (2x for 2.35; 1.57x for 1.85; 1.17x for 1.37; 0.85x for 1.00; 0.64x for 0.75; 0.5x for 0.59)      |
| Vario-70                                        |                                            |             |                                                       | 65 mm                                         |                                      |                                                                  | 1 perf, 2 costats                                          | esfèric                                                                            | 70 mm                                                                  | variable framing run through control signal | 1.890" x 1.811" (full); 1.890" x 0.803" (2.35); 1.673" x 0.906" (1.85); 1.441" x 1.051" (1.37); 1.232" x 1.232" (1.00); 1.063" x 1.429" (0.74); 0.945" x 1.604" (0.59); 0.839" x 1.811" (0.46) | spherical |
| Format                                          | Creador                                    | Any         | Primera pel·lícula coneguda                           | Calibre del negatiu                           | Proporció d'aspecte del negatiu      | Dimensions de l'obertura                                         | Desplegable del negatiu                                    | Lent del negatiu                                                                   | Calibre de projecció                                                   | Relació d'aspecte                           | Dimensions de projecció | Lents de projecció |